# George Piștereanu

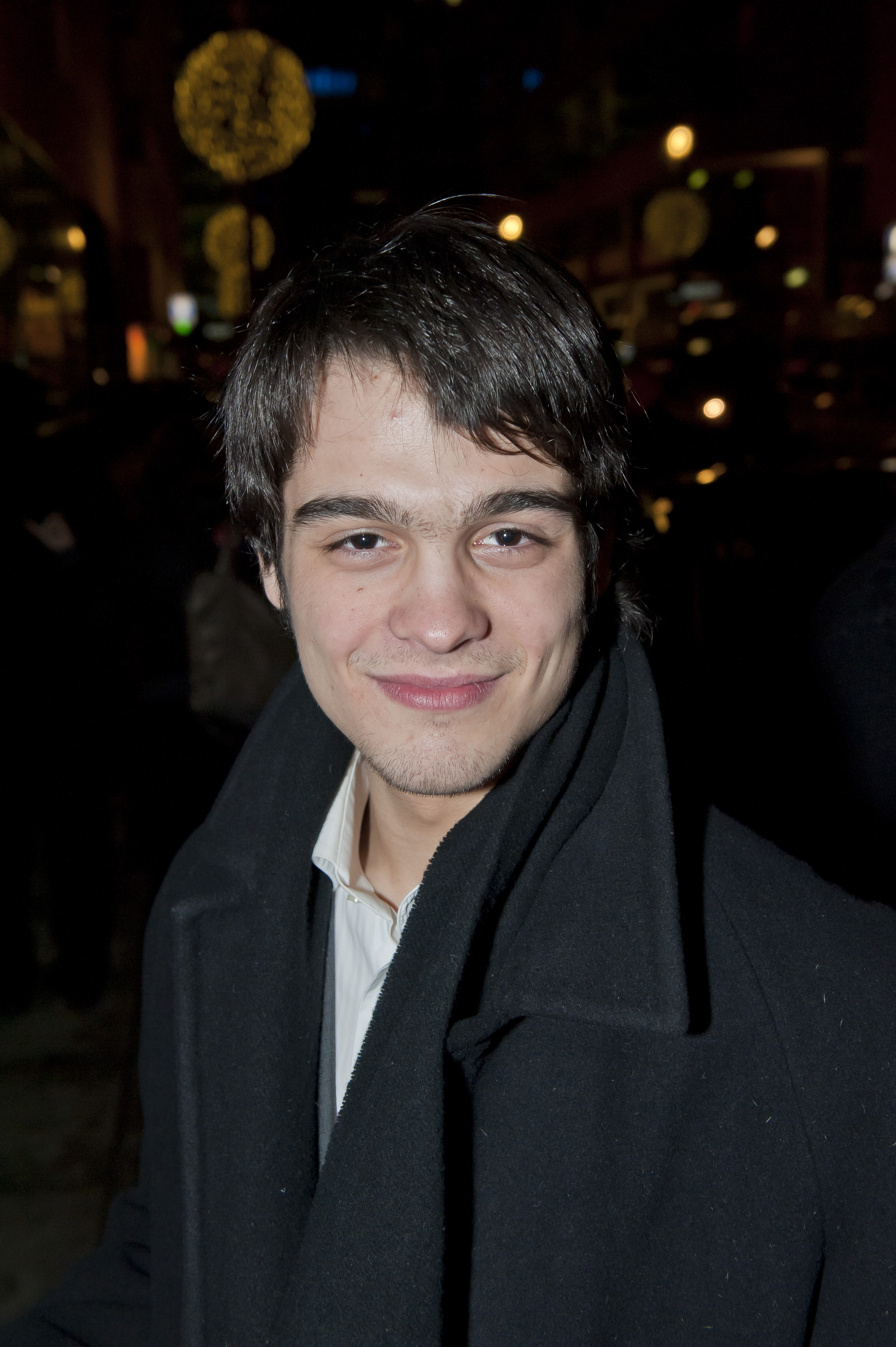
George Piștereanu auf der Berlinale 2010

George Dan Piștereanu (* 12. Oktober 1989 in Bukarest) ist ein rumänischer Schauspieler.

## Leben
George Piștereanu besuchte das Lyzeum Dinu Lipatti in Bukarest, wo er der Schauspielabteilung angehörte. Zu dieser Zeit bewarb er sich für eine Rolle in Florin Șerbans Spielfilmdebüt Eu când vreau să fluier, fluier mit Ada Condeescu. Das Drama, nach einem Bühnenstück von Andreea Vălean, erzählt die Geschichte des rumänischen Jugendlichen Silviu, der wegen Diebstahls zu einer vierjährigen Gefängnisstrafe verurteilt wurde. Wenige Tage vor seiner Freilassung erfährt er von der Rückkehr seiner Mutter, die in Italien Arbeit gefunden hat und mit seinem jüngeren Bruder dorthin zurückkehren will. Um dies zu verhindern, plant er seine Flucht.
Für die Hauptrolle wurde Piștereanu innerhalb eines siebenmonatigen Casting-Prozesses aus 700 Bewerbern ausgewählt, wobei Regisseur Florin Șerban das Schauspielensemble um echte ehemalige jugendliche Straftäter ergänzte. Eu când vreau să fluier, fluier wurde im Rahmen der 60. Internationalen Filmfestspiele von Berlin 2010 uraufgeführt, wo der Film mit dem Großen Preis der Jury und dem Alfred-Bauer-Preis ausgezeichnet wurde. Ebenfalls Lob erhielt Laiendarsteller George Piștereanu, der von Kritikern als Mitfavorit auf den Darstellerpreis gehandelt worden war. Noch im selben Jahr wurde er für seine erste Filmrolle für den Europäischen Filmpreis als Bester Darsteller nominiert.
Im Jahr 2009 begann Piștereanu ein Schauspielstudium an der Nationalen Universität für Theater- und Filmkunst „I.L. Caragiale“ (UNATC) in Bukarest. 2011 folgte eine weitere Hauptrolle in Cătălin Mitulescus Spielfilm Loverboy, in dem er erneut an der Seite von Ada Condeescu zu sehen war. Darin war er als Verführer junger und naiver Mädchen aus Osteuropa zu sehen, die er an ein Menschenhandelsnetzwerk am Schwarzen Meer zuführt.

## Filmografie
- 2010: Eu când vreau să fluier, fluier
- 2011: Loverboy
- 2014: Familienbande
- 2016: Nellys Abenteuer
- 2019: La Gomera
- 2020: Poppy Field
- 2021: The Protégé – Made for Revenge (The Protégé)
- 2022: The Contractor

## Auszeichnungen
- 2010: Darstellerpreis des Stockholm Film Festival für Eu când vreau să fluier, fluier
- 2010: Nominierung für den Europäischen Filmpreis für Eu când vreau să fluier, fluier (Bester Darsteller)
- 2011: Darstellerpreis des Cinemanila International Film Festival für Eu când vreau să fluier, fluier
- 2011: Rumänischer Gopos-Preis für Eu când vreau să fluier, fluier (Bester Nachwuchsdarsteller)